# Atajo (banda)
Atajo es una banda de rock boliviano formada en la ciudad de La Paz en octubre de 1996.

## Historia
La banda estuvo formada por Toto Aramayo en el bajo y percusión, Milton Maldonado en voz y guitarra acústica, Claudia Carnielli en violín y coros, Sergio Vargas batería, percusión y coros, Ester Veldhuis voz y coros, Panchi Maldonado voz, armónica, percusión y guitarra acústica. 
Su estilo musical fue denominado como la banda de rock urbano, ya que ellos se inspiraban sobre la realidad que sucede en las calles de la ciudad de La Paz - Bolivia con un estilo específico. 
Su álbum más memorable es "Calles Baldías", donde relata sobre un personaje o ciudadano común de la ciudad y según la canción que baja de un minibús  (vagoneta de fabricación japonesa que se usa como transporte público), en La Paz, con lo cual fusionan entre los ruidos de los coches y voceadores un ejemplo de ellos: (insert final de la canción De Satélite a la Pérez del álbum Personajes Paceños). Los pasos de este personaje se van difuminando hasta abrir una puerta muy antigua y ruidosa de su propia casa. Estando ya en su espacio, entra en una locura preguntándose y gritando muy fuerte: "Me quiere o no me quiere, poco, mucho o nada", mientras destruye botellas, ventanas y muebles de su vivienda. 
El propósito de la banda es reflexionar también sobre la violencia urbana muchas veces generado por el coraje y la rabia. Además han realizado algunos conciertos y fueron invitados para interpretar señales de identificaciones en diferentes radio emisoras al igual que otros artistas.
El 2016 Atajo un disco con diez canciones con la participación de los siguientes invitados: Sargento García (Francia), Alguacil (Colombia), Philip ¨Citizen¨ (Senegal). El Callegüeso (Colombia), Mauresca (Francia), Verónica Pérez, Carla Campero, Valeria Peñaranda, Mayra González, Braca, Israel Cadena (Bolivia)..
A partir de mayo de 2017, el grupo deja Bolivia e inicia su radicatoria en Suecia - Estocolmo, con la siguiente conformación: Panchi Maldonado: Voz & Guitarra - Gonzalo Molina: Bajo & Coros - Edgar Arené: Batería - Camila Torrico: Coros - Facundo Cau: Teclado - Diego Fernández: Guitarra. 
Después de dejar los escenarios por un año Atajo vuelve a la actividad musical con una nueva formación; Panchi Maldonado: Voz & Guitarra - Christian Laguna: Bajo & Coros - Facundo Cau: Teclado - Rony Ortiz: Guitarra & coros - Marcelo Tintilay: Batería .
El 4 de mayo de 2018 se inició la gira nacional que llevó por nombre "Volver a Empezar" recorriendo varias ciudades de Bolivia como La Paz, Cochabamba, Santa Cruz, Sucre, Potosí, Oruro.

## Discografía
- Personajes Paceños (1998)
- Calles Baldías Vol. I y II(1999)
- Nunca Más (2004)
- Sobre y Encima (2005)
- Vivitos y Coleando Vol. I, II y III (2007)
- Tierra de Locos (2011)
- Inal mama - Panchi Maldonado (2011) Soundtrack
- Acusti K´asi (2015)
- Acusti Warmy (2015)
- El sol esta saliendo (2015) EP
- Cumbita del Rockeron(2016) EP
- Quita penas (2016)
- Chak´atau 20 años Vol. I y II (2017)
- Quédate conmigo (2020) EP
- La cumbia del web on (2020) EP
- Echar raíces (2023) EP
- La Viajera (2025) EP

## Videografía
- Hechos en Bolivia (2010)https://www.youtube.com/playlist?list=PLEsV05lN7fBfmuqimO4dBCPRigB4YSncQ